# De Bazaar
De Bazaar (voorheen Beverwijkse Bazaar) is een grote overdekte markt in de Nederlandse stad Beverwijk. De Bazaar noemt zichzelf de 'grootste overdekte markt van Europa', maar is niet de enige die die titel opeist. De markt bestaat uit een zevental onderdelen: Grand Bazaar, Zwarte Markt, Oosterse Markt, Mihrab, Goudsouk, Booghallen en Outlets met ruim 300 kramen, 700 winkels en 69 eetgelegenheden. De Bazaar is elke zaterdag en sinds 1984 ook elke zondag geopend van 08.30 tot 18.00 uur.
Elk weekend komen er ongeveer 40.000 mensen naar de markten. De Bazaar heeft vooral een reputatie opgebouwd als verzamelpunt van handelaren met een niet-Nederlandse achtergrond, die veel zogenoemde "exotische" goederen aanbieden.

## Marktdelen
- 'Zwarte' Markt: veel kramen, een zogenaamde food court en de tweedehands artikelen.
- Grand Bazaar: persoonlijke en huiselijke aankleding (cosmetica, tapijten en jassen) en een 'Food Court'.
- Oosterse Markt: exotische groenten en fruit, bakkers, kappersgalerij en een moskee.
- Booghallen: kleding, knutselgerei, bouwmarkt en terrassen.
- Mihrab: Oosterse producten.
- Goudsouk: sieraden van edelmetalen (zilver en goud).
- Food Markt: 2750 m2 aan voedsel
- Food Hal: 16 foodstands en 400 zitplaatsen.
- Outlets: bulk aan artikelen voor lage prijzen.

## Geschiedenis
Op 13 september 1980 werd de eerste Zwarte Markt gehouden in het oude gebouw van de groente- en bloemenveiling. De eerste dag waren er al 14.000 bezoekers en ongeveer 500 handelaren.
Op 4 september 2005 werd de 50 miljoenste bezoeker in Beverwijk verwelkomd. Eind 2006 verklaarde algemeen directeur Ruud de Corte 3 miljoen bezoekers per jaar te trekken.